# عبيدة بن هبان المذحجي
```

```

عُبيدة بن هَبّان بن معاوية المذحجي من بني معاوية بن ماقان، واسمه أوس بن عائذ الله بن سعد العشيرة؛ صحابي، كان عبيدة من فرسان مذحج واستدركه ابن فتحون، ووفد على الرسول محمد.